# Budachi, Cetatea Albă
Budachi (în ucraineană Приморське, transliterat: Prîmorske) este una dintre localitățile care, împreună cu satele Achembet (în ucraineană Бıленке, transliterat: Bîlenke), Ciobanu (în ucraineană Чабанске, transliterat: Ceabanske), Codăești (în ucraineană Косівка, transliterat: Kosivka), Catorga (în ucraineană Бıлне, transliterat: Bîlne), Adămești (în ucraineană Адамивка, transliterat: Adamivka), Popasdra (ucraineană Попасдра) și Dacia (ucraineană Курортне, transliterat: Kurortne) formează comuna Serghiești (în ucraineană Сергіївка, transliterat: Serhiivka) din raionul Cetatea Albă, regiunea Odesa, Ucraina

## Demografie
Componența lingvistică a localității Budachi
     Ucraineană (88,77%)
     Rusă (9,72%)
     Alte limbi (1,32%)
Conform recensământului din 2001, majoritatea populației localității Budachi era vorbitoare de ucraineană (88,77%), existând în minoritate și vorbitori de rusă (9,72%).